# 馬文輝 (1905年)

壯年時的马文辉

馬文輝（英語：Ma Man-fai，1905年—1994年），香港企業家與社會運動人士，生於香港，是先施百貨少東，早年為公司於英國當買手，認識不少英國國會議員等政界人物，居住過澳洲、英國、法國，受西方民主思潮與制度影響，回港後論政敦促政治改革，挑戰權威的大膽進取作風奠定其本土自治派領袖的地位，是聯合國香港協會與香港民主自治黨等不少大小政團或政黨的創始人、公民議政的推手、扶助弱勢的參與者，是香港民主運動的重要人物。

## 個人背景
馬文輝是澳洲華商馬應彪第四子，馬應彪曾襄助孫文的革命運動，1900年於中環皇后大道中創辦開設第一家華資百貨公司先施。先施後與大新、中華、永安並稱為香港四大華資百貨，生意遍及中國。2021年，馬家出售先施股權。
馬文輝被香港資深媒體人黎則奮形容為「滿腹經綸，中英文造詣均佳」，他對歐洲文化有深厚接觸與瞭解，熱心於香港公共事務，曾任香港大會堂（當時香港政治活動之集中地）副主席，香港業務體育協進會及香港奧林匹克委員會副主席，香港藝術節委員會秘書，參與香港音樂協會、香港明愛事業協會等。

## 論政促改
奉英國政府之命令推行自治的香港總督楊慕琦於1946年提出香港政治制度改革的楊慕琦計劃，研究如何實踐香港人民「當家作主」有更多責任去管理自己事務之權利，馬文輝於此「港人自治」方案前後已關心香港的民主發展。如同英國在二次大戰結束後的絕大部份殖民地都實行政治改革，逐步建立由當地公民普選產生的本土政府以達獨立，1950年代，港英政府已有意在香港推行某種普選自治制度，卻遭中共橫加威脅阻撓。当时的英国政府受到中共的压力，擱置政改。對於繼任楊慕琦之港督葛量洪於1952年擱置政改，馬文輝聯合五百個民間團體反對此決定，並邀請葛量洪出席公開辯論以討論香港人是否需要自治，但被拒絕。
支持政改的馬文輝先加入大律師貝納祺（Brook Bernacchi）於1949年創立的香港革新會（Reform Club of Hong Kong）響應推動政改，該會參與1952恢復的戰前市政局民選議席選舉。香港華人革新協會亦另行成立。馬文輝繼而參與籌建由香港教師會創辦人、喇沙書院校長加斯恩修士（Brother Brigant Cassian）於1954年領導的香港公民協會，該會採較溫和路線投身市政局選舉。馬文輝參與建立的香港革新會與香港公民協會，直到八十年代初香港民主派崛起前仍是香港政界最主要的兩個準反對黨組織。
在體制外參政的馬文輝於1953年主導成立的聯合國香港協會（United Nations Association of Hong Kong）則採取更激進、基層的路線。協會的著名活動包括每逢周日、周三五時於香港大會堂八樓展覽廳舉辦的「海德公園講座」及「民意講座」，這個文化沙龍議題從時事政治、法律哲學到建築、文化、旅遊等包羅萬有，成為馬文輝政治教育和匯集民意的場所，目的是仿效倫敦海德公園自由辯論風氣，讓人民暢所欲言，並延續運作至今。協會並於1961年提出大膽進取的政治及社會改革計劃書，其民主政綱包括要求不論種族國籍的投票權及公民權利、免於恐懼的言論自由、讓公民認識民主政府的中小學免費教育、以分區民選議會取代市政局，先開放港民投票選出立法局議員的過渡方案及至一個全面普選的立法局。聯合國協會也組織小販、徙置區居民等弱勢階層爭取權益。

## 倡議香港自治與獨立
馬文輝創設聯合國香港協會之目的是要推廣《聯合國》所標舉的人權、平等、自決、自由、民主等價值原則，如
- 1945年《聯合國憲章》第1條所載明之「尊重人民平等權利及自決原則」
- 《聯合國憲章》第十一章「關於非自治領土之宣言」第73條「...其人民尚未臻自治之充分程度者，承認以領土居民之福利為至上之原則...以充分增進領土居民福利...（...whose peoples have not yet attained a full measure of self-government recognize the principle that the interests of the inhabitants of these territories...promote to the utmost...the well-being of the inhabitants of these territories）：

（子）於充分尊重關係人民之文化下，保證其政治、經濟、社會、及教育之進展，予以公平待遇，且保障其不受虐待。（to ensure, with due respect for the culture of the peoples concerned, their political, economic, social, and educational advancement, their just treatment, and their protection against abuses）
（丑）按各領土及其人民特殊之環境、及其進化之階段，發展自治；對各該人民之政治願望，予以適當之注意；並助其自由政治制度之逐漸發展。」（to develop self-government, to take due account of the political aspirations of the peoples, and to assist them in the progressive development of their free political institutions, according to the particular circumstances of each territory and its peoples and their varying stages of advancement）
- 1960年聯合國大會1514號決議關於《給予殖民地國家和人民獨立之宣言》。
- 1966年《公民權利及政治權利國際公約》

並響應促使香港在列之「非自治領土」獨立的呼籲，馬文輝關於香港前途的自治運動以普世價值為道德基礎。馬文輝認為港人應該生於斯、長於斯，而且死於斯，要建立一個屬於港人的自治政體，被視為是香港政治史上相當具獨立意味的本土意識與身份認同論述。
1962年9月，聯合國香港協會「自治關注組」去信聯合國總部，要求聯合國批准該關注組派出代表出席下一次的「殖民主義問題特別委員會」，該委員會是為貫徹聯合國的反殖民地決議而設立的。1963年3月，時為共產國家的波蘭代表在委員會反對聯合國考慮此要求，出席案遂未成立。

## 香港民主自治黨推動自治獨立

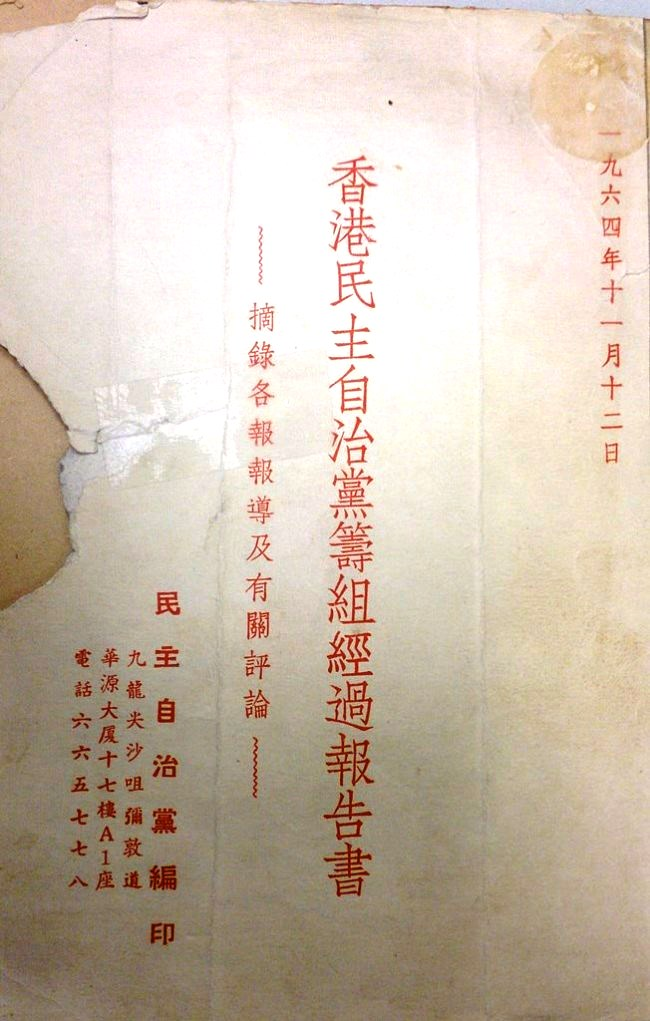
香港民主自治黨籌組經過報告書

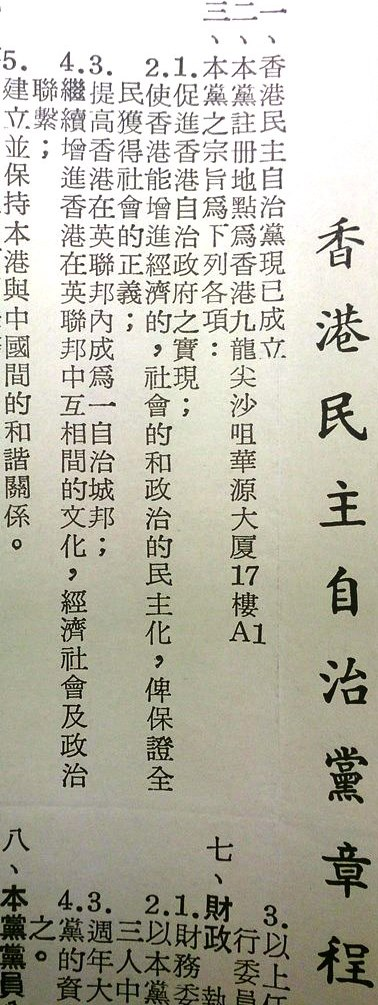
香港民主自治黨宗旨

1963年，馬文輝以聯合國協會的會員基礎上與律師鄧漢齊、張六師、前中華民國國軍將領與中國民主社會黨創始人之一孫寶剛、前港府公務員史潔頓（G. S. Kennedy-Skipton）、加士（P.A. Gass）、教師曾健士（K. Hopkin-Jenkins）等多名華洋人士建立了香港歷史第一個以政黨命名的「香港民主自治黨」（Hong Kong Democratic Self-Government Party），成功註冊為合法社團，以「促進香港自治政府之實現；使香港能增進經濟、社會、和政治的民主化，俾保證全民獲得社會的正義；提高香港在英聯邦內成為一自治城邦」為宗旨，其綱領包括國防外交權歸英國，並由英國駐軍防衛香港，香港人民民有、民治、民享其他各項權限，香港內政事務由在香港民選立法議會大選中獲得多數勝利的政黨組成議會制政府決定，虛位的香港總督應由女王諮詢香港各內閣部長後委任香港人擔任。香港民主自治黨不認同中共的恐怖主義政治，明指英國殖民主義及中共共產主義皆為不平等的暴力制度，民主自治可以對抗中國赤化香港、維持國際現狀地位，惟有一個民主自治城邦才能改善貧富懸殊與不公，是走出香港本位政治立場、本土主義政治道路的時代先驅。
聯合國成立後全球各地風起雲湧的的反殖民浪潮及活躍的社會運動為香港的自治運動帶來極大鼓舞。世界各殖民地紛紛自決獨立，陸續獨立的印度和巴基斯坦（1947）、緬甸與斯里蘭卡（1948）、馬來亞（1957）、賽普勒斯（1960）、新加坡（1959/63/65）、馬爾他（1964）、馬爾地夫（1965）等地都成了以馬文輝為首的自治獨立派之參照範例。香港民主自治黨以馬耳他島脫離英國獨立為例子，指香港人口雖多馬耳他十二倍以上，自治程度卻落後馬耳他極遠。馬文輝相信「可以用說理方法來達到我們的理想，如甘地之於印度，便是這樣成功的先例」。
馬文輝也發起「壹圓運動」募款支持擔任聯合國協會副主席的市政局議員葉錫恩於1966年赴英國促請英政府改革司法制度、解決財閥壟斷、開放立法局民選議席等問題。她以英國女王伊麗莎白二世的國會演說中「協助餘下殖民地的人民達至獨立或其自由選擇的主權地位」要求英國政府遵守承諾，給予香港自治。
馬文輝於1960年代、1970年代經常在海德公園講座、真言堂、民主論壇講座發表反殖民反獨裁的港獨言論及民主自治理念，大專學生亦曾邀請他到大學演講，港英政權未對他的活動進行打壓。
英國保守黨主席彭定康於1992年出任香港總督後推動改革新政，盡可能讓香港貼近一個英屬民主自治領，彭定康上任後的作風因而為馬文輝所讚賞。馬文輝過世後的1995年香港立法局選舉是香港立法局議席首次完全以選舉方式產生。

## 影響
香港總督麥理浩於1980年推出《香港地方行政的模式綠皮書》，再次啟動政改方案的民主進程。1985年，馬文輝爭取的立法局選舉終於實現。
因为英国是一个民主国家，該國亦有意愿给予香港市民民主參與；所以馬文輝所鼓吹的自治與獨立思潮所激起的迴響不多，当年也极少有人理会。

## 著作
- 《民主論壇》（1990），香港：集興書店，馬文輝於1978~79年的演講筆錄（冼國池彙整）。[1][8]